# Loxostege expansalis
Loxostege expansalis là một loài bướm đêm trong họ Crambidae.